# Yongdap (metropolitana di Seul)
Yongdap (용답역 - 龍踏驛, Yongdam-nyeok ) è una stazione della metropolitana di Seul servita dalla diramazione Seongsu diretta a Sinseol-dong linea 2 della metropolitana di Seul, e dalla. La stazione si trova nel quartiere di Seongdong-gu, nel centro di Seul.

## Linee
Seoul Metro
● Diramazione Seongsu (Codice: 211-1)

## Struttura
La stazione è realizzata su viadotto, e conta due marciapiedi laterali e due binari passanti. Nei pressi della stazione si trova il deposito di Gunja.
| Dir. Sinseol-dong | ● Linea 2 dir. Seongsu | per Sindap, Yongdu e Sinseol-dong |
| Dir. Seongsu      | ● Linea 2 dir. Seongsu | per Seongsu                       |

## Stazioni adiacenti
| «                           | Servizio                    | »                           |
| Linea 2 Diramazione Seongsu | Linea 2 Diramazione Seongsu | Linea 2 Diramazione Seongsu |
| --------------------------- | --------------------------- | --------------------------- |
| Seongsu                     | -                           | Sindap                      |